# 丰特索托
丰特索托，是西班牙卡斯蒂利亚-莱昂塞戈维亚省的一个市镇。 总面积30平方公里，总人口171人（2001年），人口密度6人/平方公里。